# Прашна-упанишада
«Пра́шна-упаниша́да» (санскр. प्रश्न उपनिषद्, IAST: Praśna Upaniṣad) или «Прашнопанишад» (санскр. प्रश्नोपनिषद्‍, IAST: Praśnopaniṣad) — ведийский текст на санскрите, одна из одиннадцати Упанишад канона мукхья, к которому принадлежат наиболее древние Упанишады, прокомментированные Шанкарой. «Прашна-упанишада» ассоциируется с «Атхарва-ведой» и в каноне муктика из 108 основных Упанишад стоит на четвёртом месте.
В переводе с санскрита, слово прашна означает «вопрос». «Прашна-упанишада» состоит из шести вопросов и ответов на них. За исключением первого и последнего, все вопросы представляют собой группу подвопросов. В начале текста Упанишады повествуется, как шесть учеников, желающих познать Брахман, пришли к мудрецу Пиппаладе и попросили его рассеять их невежество. Пиппалада не стал давать им ответа немедленно, но попросил их остаться в своём ашраме и предаться там аскезам в течение одного года. По прошествии этого времени, ученики снова задали свои вопросы и мудрец ответил на них. Приводится следующие имена задававших вопросы учеников: сын Бхарадваджи Сукеша, сын Шиби Сатьякама, потомок Гарги Сауряяни, сын Ашвалы Каушалья, Бхаргава из готры Бхригу и сын Катьи Кабандха. Каждый из них задал по одному вопросу, каждый из которых вместе с ответом на него стал одной из глав «Прашна-упанишады».